# 明天也要作伴
《明天也要作伴》（英語：Standing Still）是一部2005年的美国爱情喜剧电影，由马修·科尔·维斯执导，亞當·加西亞、艾美·亞當斯、阿隆·史丹佛、梅丽莎·赛格米勒、喬·阿布拉漢姆斯、米娜·苏瓦丽、柯林·漢克斯、詹姆士·范德比克等主演。马修·佩尼切罗和蒂姆·夏普编剧，讲述了一群终生好友在一场婚礼上重聚，并重温他们过去复杂关系的故事。该片是马修-科尔-魏斯执导的首部长篇电影。